# Power Drive
Power Drive är ett racingspel från 1994, med racing runtom i olika länder. Spelet utvecklades av Rage Software.

### Fotnoter
1. ↑  ”Power Drive” (på svenska). Super Power (Solna) (4 1995). april 1995. Läst 17 maj 2014.
2. ↑  Power Drive på Mobygames.com